# Pyrrhogyra hypsenor
Pyrrhogyra hypsenor är en fjärilsart som beskrevs av Frederick DuCane Godman och Osbert Salvin 1884. Pyrrhogyra hypsenor ingår i släktet Pyrrhogyra och familjen praktfjärilar. Inga underarter finns listade.